# Saudijska kopnena vojska
Saudijska kopnena vojska (arapski: الجيش العربي السعودي) ili Kraljevske saudijske kopnene snage (arapski: القوات البرية الملكية السعودية) je grana Oružanih snaga Saudijske Arabije.
Saudijska kopnena vojska se sastoji od 4 oklopne brigade, 17 mehaniziranih pješadijskih brigada, tri lake motorizirane brigade i jedne zračnodesantne brigade. U sastavu se nalazi i pet neovisnih topničkih brigada i zrakoplovno zapovjedništvo.

### Unutarnje poveznice
- Kopnena vojska SAD-a
- Brazilska kopnena vojska

## Vanjske poveznice
- (en) Saudijske kopnene snage, službena stranica